# Luis Cáceres
Luis Enrique Cáceres Centurión, ou simplesmente Luis Cáceres (Assunção, 16 de abril de 1988), é um futebolista paraguaio que atua como Volante,Meia.
Uma das promissoras revelações recentes do futebol paraguaio, Cáceres se destaca por sua apurada técnica e boa movimentação com a bola nos pés, sendo fundamental na criação de jogadas para sua equipe. Por mais de uma ocasião, a imprensa paraguaia o considerou o melhor meia de criação do futebol no país, além de ter sido eleito por uma vez o melhor jogador do campeonato nacional em eleição realizada no site do canal paraguaio Teledeportes.

## Carreira

### Inicio
Iniciou sua carreira nas categorias de base do Sport Colombia, vindo a profissionalizar-se aos 18 anos no Cerro Porteño, um dos mais tradicionais clubes de seu país natal. No Cerro, alcançou o seu auge em 2009, quando foi uma das peças fundamentais na conquista da edição daquele ano do Torneo Apertura, além de ter alcançado a fase semifinal da Copa Sul-Americana, quando terminou eliminado pelo Fluminense. Três anos mais tarde, conquistou novamente a edição do Apertura.

### Libertad
Ainda em 2012, no mês de julho, transferiu-se para o Libertad, visando agora a disputa do Clausura, torneio semelhante que acontece no segundo semestre do ano. Sagrou-se mais uma vez campeão, apesar da curta passagem pelo clube.

### Vitória
Em 15 de janeiro de 2013, acertou sua primeira transferência para além do futebol paraguaio ao assinar contrato com o Vitória, que retorna à Série A do Campeonato Brasileiro após dois anos.
Marcou seu primeiro gol com a camisa rubro negra pela 5ª rodada do campeonato brasileiro 2013, na qual o Vitória venceu o Atlético - PR por 3 x 2.
Cáceres ganhou destaque no meio de campo da equipe principalmente depois da chegada do técnico Ney Franco. Com belas atuações e gols, o jogador esteve diversas vezes na seleção da rodada do Campeonato Brasileiro, com isso acabou se tornando Ídolo da torcida, comparado até com um famoso ex-jogador do Vitória, Vampeta.
No final da temporada 2014, após o rebaixamento do rubro-negro baiano para a Série B, anunciou sua saída do clube.

### Coritiba
No dia 20 de janeiro de 2015, Luis Cáceres acertou com o Coritiba por dois anos.

### Olimpia
Sem ser aproveitado, Luis Cáceres rescindiu com o "Coxa" e acertou com o Olimpia.

## Seleção Paraguaia
Cáceres já detém também passagens pela Seleção Paraguaia desde as categorias de base, participando dos Sul-Americanos Sub-17 e Sub-20 nos anos de 2005 e 2007, respectivamente. Em 26 de março de 2008, estreou pela seleção principal num amistoso contra a África do Sul.

## Títulos
Cerro Porteño
- Campeonato Paraguaio: Apertura 2009, Apertura 2012

Libertad
- Campeonato Paraguaio: Clausura 2012

Vitória
- Campeonato Baiano: 2013

Paysandu
Copa Verde: 2018

## Estatísticas
Até 27 de fevereiro de 2014.

### Clubes
|               | Jogos | Gols | Jogos | Gols | Jogos | Gols | Jogos | Gols |
| Cerro Porteño |       |      |       |      |       |      |       |      |
| 2006          | 0     | 0    | 0     | 0    | 0     | 0    | 0     | 0    |
| 2007          | 0     | 0    | 0     | 0    | 0     | 0    | 0     | 0    |
| 2008          | 0     | 0    | 0     | 0    | 0     | 0    | 0     | 0    |
| 2009          | 23    | 1    | 3     | 0    | 0     | 0    | 26    | 1    |
| 2010          | 29    | 3    | 12    | 1    | 0     | 0    | 41    | 4    |
| 2011          | 33    | 4    | 15    | 0    | 0     | 0    | 48    | 4    |
| 2012          | 13    | 3    | 12    | 3    | 0     | 0    | 25    | 6    |
| Total         | 98    | 41   | 42    | 4    | 0     | 0    | 140   | 15   |

- a. ^ Jogos da Copa do Brasil
- b. ^ Jogos da Copa Libertadores e Copa Sul-Americana
- c. ^ Jogos do Jogo amistoso e Campeonato Carioca

### Seleção Paraguaia
6

#### Seleção principal
| Ano   |      |   |
| Jogos | Gols |   |
| ----- | ---- | - |
| 2007  | 7    | 0 |
| 2008  | 11   | 0 |
| 2009  | 7    | 0 |
| 2010  | 8    | 0 |
| 2011  | 10   | 0 |
| 2012  | 7    | 0 |
| 2013  | 2    | 0 |
| 2014  | 3    | 1 |
| Total | 55   | 1 |